# المدرسة الكمالية (غزة)
المدرسة الكمالية هي مدرسة أنشئت في العهد الأيوبي عام 1237، وسميت بهذا الاسم نسبة إلى مؤسسها الملك الكامل أ(بو الفتح ناصر الدين محمد بن الملك العادل سيف الدين الأيوبي) حاكم الدولة الأيوبية. وتقع في حي الزيتون بالبلدة القديمة في مدينة غزة بالقرب من شارع عمر المختار الذي يحدها من الشمال، ومن الجنوب يحدها شارع الكمالية. أُقيمت المدرسة لتكون حلقة وصل بين طلاب العلم والتجار والفقراء والضيوف بين بلاد الشام ومصر، وتحولت بعد ذلك إلى مدرسة للبنات عام 1930 في عهد رئيس بلدية غزة فهمي بيك الحسيني. وشهدت هذه المدرسة أحداثًا تاريخية مهمة منذ إنشائها منها معركة بين الصليبين والجيش المصري، ومعارك المسلمين مع التتار.

## بناؤها
تتكون المدرسة التي تبلغ مساحتها 800 متر مربع من طابقين، وهي ملاصقة للبيوت السكنية من أربع جهات، والواجهة الرئيسة لها مبنية من الحجرالرملي الذي يعطي ميزة الدفء شتاءً والبرودة صيفًا ، والباب الرئيسي فيها يعلوه قوس مدبب من الحجر الرخامي منقوش عليه بعض الزخارف، أما الواجهات الأخرى فلا يمكن رؤيتها من الخارج، وذلك لأنها متصلة بالبيوت المجاورة. ويتكون بناؤها من مجموعة من الغرف والأواوين في طابقين يطلان على فناء واسع، وتفتح بعض الغرف على الفناء مباشرة، في حين تفتح معظمها على فراغ موزع شبيه بالإيوان، وصممت فراغات المدرسة لتكون موجهة تجاه الفناء إلى البيئة الداخلية، وتُفتح الغرف على الفناء بفتحات مختلفة الشكل، منها المستطيل لشبابيك الغرف، والقوس المدبب الكبير للإيوان، وأقواس مدببة محمولة على أعمدة من الحجر في الطابق العلوي تفصل بين الممر المؤدي إلى الغرف والفناء. كما أن أسقف المدرسة مبنية بعقود متقاطعة. وفي عام 2015 أعادت وزارة السياحة والآثار ترميمها بالتعاون مع مركز إيوان للتراث الثقافي بالجامعة الإسلامية. وتوالت عمليات الترميم والحفاظ عليها من خلال مبادرة بيتكم عامر وبلدية غزة ومركز إيوان عام 2020.

## تدميرها
خلال الحرب الفلسطينية الإسرائيلية تم تدمير مبنى المدرسة بقصف صاروخي على حي الزيتون.